# Nijō Mochimichi
Nijō Mochimichi (二条持通, 1416–1493) filho do kampaku (regente) Nijō Motonori,  foi um nobre do período Muromachi da história do Japão. Foi kampaku três vezes de 1453 a 1454, de 1455 a 1458 e de 1463 a 1467. Era pai do regente Nijō Masatsugu.

## Biografia
Em 1433 foi nomeado Dainagon, em 1446 foi nomeado Udaijin, entre 1453 e 1454 foi kampaku do Imperador Go-Hanazono, retornou o cargo de kampaku entre 1455 e 1458. Em 1458 foi nomeado Daijō Daijin cargo que ocupou até 1460. Entre 1463 e 1467 ocupou pela terceira vez o cargo de kampaku, desta vez do Imperador Go-Tsuchimikado sendo depois substituído por Kanera (Kaneyoshi). Em 1489 promovido a Jusanmi (funcionário da corte de terceiro escalão júnior) e postumamente a Shōichii (funcionário da corte de primeiro escalão senior).

## Desentendimento
Houve um desentendimento entre Ichijō Kaneyoshi e Mochimichi. A fonte da querela foi, que, depois de anunciar que se aposentaria em breve, Mochimichi passou a dizer que sua intenção era entregar a regência a seu próprio filho Masatsugu, um homem de 23 anos que por acaso naquele momento era o mais velho de todos os herdeiros de sekke.